# گران کمبن
گران کُمبَن کوهی در غرب سوئیس در رشته کوه‌های آلپ است. ارتفاع این کوه ۴٬۳۱۴ متر (۱۴٬۱۵۴ پا) است. قلهٔ آن یکی از بلندترین قله‌های آلپ و دومین قلهٔ برجستهٔ این رشته‌کوه است.